# Сегеста (футбольний клуб)
«Сегеста» (хорв. Nogometni klub Segesta) — найстаріший хорватський футбольний клуб з міста Сисак. Названий на честь іллірійського поселення Сегести, від якого згодом виникло сучасне місто Сисак.

## Історія

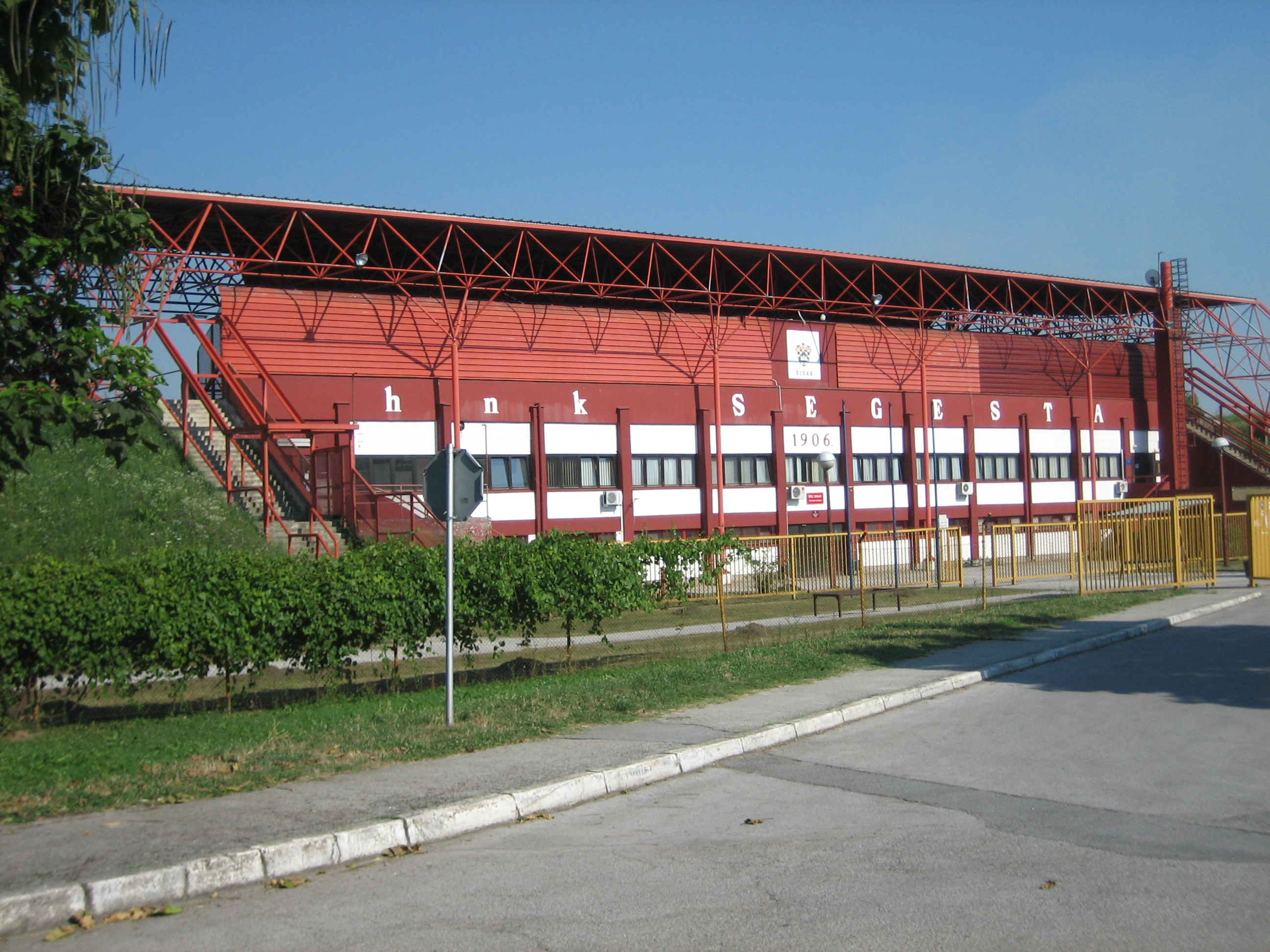
Міський статіон Сисака — домашня арена Сегести

Заснований у 1906 році NK Segesta Sisak. Після Другої світової війни, з 1946 по 1952 мав назву Naprijed.
В сезоні 1971/72 років команда була чемпіоном Хорватії серед любителів.
З відокремленням Хорватії від Югославської футбольної асоціації клуб отримав свою нинішню назву та вступив до Першої ліги незалежної Хорватії. У період між 1992 і 1997 роками Сегеста грала у першому дивізіоні та брала участь в Кубку Інтертото (1996).
У сезоні 1992/93 років посів 10-е місце; 1993/94 — дев'яте місце; 1994/95 — восьме місце; 1995/96 — шосте місце в Першій лізі, 1996/97 років — 11 місце, після чого він вже не міг претендувати на змагання на національному рівні.
З 2008 року Сегеста грає в Другій лізі.

## Досягнення
- Фіналіст Кубку Інтертото: 1996

## Відомі гравці
- Младен Бартолович
- Степан Ламза
- Силвіо Марич
- Марко Млинарич
- Ален Петернак
- Томислав Пиплиця
- Фуад Шашиваревич